# Praelaterium
Praelaterium is een geslacht van kevers uit de familie  
kniptorren (Elateridae).
Het geslacht is voor het eerst wetenschappelijk beschreven in 1973 door Dolin.

## Soorten
Het geslacht omvat de volgende soort:
- Praelaterium problematicum Dolin, 1973